# Lalla Ward
Lalla Ward, nascida em 28 de junho de 1951 é uma atriz e ilustradora de livros britânica, mais conhecida por ter atuado na série de ficção científica Doctor Who, da rede de televisão BBC.
Ela foi esposa do famoso biólogo e geneticista Richard Dawkins, que a conheceu através do escritor Douglas Adams, em 1992, casando-se no mesmo ano. É ela quem ilustra seus livros e também é autora de um livro sobre tricô, lançado na década de 1980, e de outro sobre bordadura. Em julho de 2016 anunciaram publicamente o fim do seu casamento de 24 anos, numa separação amigável continuando a trabalhar em conjunto.
É bisneta de Mary Ward, a primeira mulher (e pessoa) morta num acidente automobilístico no mundo.